# جيمي براون (لاعب كرة قدم أمريكي)
جيمي براون (بالإنجليزية: Jamie Browne)‏ (3 يوليو 1989 بباستير في سانت كيتس ونيفيس - ) هو لاعب كرة قدم أمريكي في مركز الوسط. شارك مع منتخب الجزر العذراء الأمريكية لكرة القدم. أما مع النوادي، فقد لعب مع Dallas City FC ‏.

## وصلات خارجية
- جيمي براون على موقع قاعدة بيانات كرة القدم.إي يو (الإنجليزية)
- جيمي براون على موقع ناشيونال فوتبول تيمز (الإنجليزية)
- جيمي براون على موقع Soccerway.com (الإنجليزية)